# Rhadinaea sargenti
Espèce
Statut de conservation UICN

 LC  : Préoccupation mineure
Rhadinaea sargenti  est une espèce de serpents de la famille des Dipsadidae.

## Répartition
Cette espèce est endémique du Panama.

## Étymologie
Cette espèce est nommée en l'honneur de W. M. Sargent qui a collecté les premiers spécimens.

## Publication originale
- Dunn & Bailey, 1939 : Snakes from the uplands of the Canal Zone and of Darien. Bulletin of the Museum of Comparative Zoology at Harvard College, vol. 86, no 1, p. 1-22 (texte intégral).